# Roberto Cabrini
Francisco Roberto Cabrini (Piracicaba, 3 de outubro de 1960) é um jornalista brasileiro. Atualmente, é apresentador do Domingo Espetacular da Record.
Especializado em jornalismo investigativo e com grandes coberturas internacionais, ganhou os principais prêmios nacionais como repórter investigativo (Esso, Comunique-se, APCA, Líbero Badaró, Imprensa, Tim Lopes, MPT, República e Vladimir Herzog) . É o único jornalista de fora da TV Globo a vencer a categoria "Repórter - Mídia Falada" do Prêmio Comunique-se. A premiação é considerada o "Oscar do Jornalismo Brasileiro".

## Biografia
Considerado um dos principais jornalistas brasileiros, especializado em jornalismo investigativo, coberturas de guerras e da defesa dos direitos humanos, ganhou praticamente todos prêmios importantes em seu meio em três décadas de carreira.
Roberto Cabrini ingressou na profissão aos 16 anos de idade, atuando em uma rádio e um jornal de Piracicaba, São Paulo. Aos 17 anos, foi contratado pela TV Globo, tornando-se o mais jovem repórter do telejornalismo de rede da história do Brasil. Aos 22 anos, tornou-se o mais jovem correspondente do país, atuando no escritório da TV Globo em Nova Iorque, ao lado de Hélio Costa, Paulo Francis e Lucas Mendes.
Em mais de 40 anos de carreira, Roberto Cabrini cobriu sete conflitos internacionais (Afeganistão, Iraque, Palestina, Camboja, Caxemira, Somália e Ucrânia); participou de cinco Olimpíadas e cinco Copas do Mundo. Foi correspondente por oito anos - quatro deles em Londres e quatro em Nova Iorque - além de realizar coberturas em mais de 70 países,[carece de fontes?]
Em dezembro de 1990, apresentou no SBT e, depois, na TV Cultura, o documentário "Ben Johnson, o monstro de músculos". Em Toronto, no Canadá, conseguiu entrevistas reveladoras com o atleta e com seu treinador Charles Francis. Os dois contaram detalhadamente a história do primeiro grande escândalo mundial de doping (a substância estanozolol, consumida com o nome de Winstrol), registrado na final dos 100 metros rasos da Olimpíada de Seul, em 1988. O treinador assumiu para Cabrini ter comandado todo o esquema de uso do doping, seguido à risca pelo velocista.
Em outubro de 1993, após sete meses de investigação, descobriu o paradeiro do fugitivo da justiça, Paulo César Farias em Londres, driblando até mesmo as buscas da polícia brasileira. PC Farias foi tesoureiro de campanha de Fernando Collor de Mello nas eleições presidenciais brasileiras de 1989. Foi a personalidade chave que causou o primeiro processo de impeachment da América Latina, em 1992.
Em maio de 1994 foi Cabrini quem noticiou, ao vivo, pela TV Globo, a morte do piloto Ayrton Senna. Na ocasião, ele cobria o GP de Fórmula 1 de Ímola, na Itália. Em seguida, fora a Bologna para acompanhar os desdobramentos do acidente. Cabrini entrou ao vivo, por telefone, para noticiar a morte de Senna: "Morreu Ayrton Senna da Silva, uma notícia que a gente jamais gostaria de dar. Morreu Ayrton Senna da Silva".
Em 1995 produziu o documentário Enigma das Alagoas, que apresentava a mais importante entrevista com o ex-presidente Fernando Collor de Mello depois do impeachment. A técnica utilizada para a entrevista, repleta de perguntas cortantes (estilo marcante de Cabrini) e muitos dados, gerou reconhecimento de todos veículos de comunicações. O jornal O Estado de São Paulo o escolheu como o melhor do jornalista da televisão naquele ano; a Veja considerou esta a melhor reportagem do ano.
No mesmo ano, após vários meses no Iraque, concluiu o documentário Enigma das mil e uma noites, conseguindo uma entrevista exclusiva com o então vice-primeiro-ministro de Saddam Hussein, Tariq Aziz e provando que soldados iraquianos tiveram suas orelhas cortadas, por se recusarem a servir ao exército do seu país - algo até então negado veementemente por Bagdá.[carece de fontes?] Conseguiu também penetrar no norte do país, onde revelou as sequelas dos ataques com armas químicas na cidade curda de Halabja, pelas forças de Saddan Hussein. A entrada na cidade havia sido bloqueada para jornalistas desde o ataque de 1988.
Cabrini terminou o ano de 1995 com uma grande entrevista com o líder palestino Yasser Arafat. Entrevistou também os guerrilheiros preparados para o martírio - os homens-bomba recrutados para se explodirem contra alvos israelenses. Foi então também considerado pelo Jornal do Brasil como o melhor repórter em atividade da televisão brasileira.[carece de fontes?]
Em 1996 foi o único jornalista da América Latina a cobrir a ascensão do grupo radical Talibã no Afeganistão, fortemente apoiado pela Al-Qaeda, de Osama bin Laden que se armou com a ajuda americana. Nessa cobertura, produziu o documentário Em Nome de Alá, vencedor do Prêmio Vladimir Herzog de direitos humanos. Em setembro de 1997, após uma investigação de cinco meses, localizou, na Costa Rica, na América Central, a fugitiva Jorgina de Freitas Fernandes, a maior fraudadora da história do INSS no Brasil. Ganhou com a reportagem o Prêmio Previdência Social de Jornalismo.
Em 1998, elaborou a reportagem "A verdadeira história do voo 254", contando, em detalhes, o que de fato aconteceu em um dos piores desastres da aviação brasileira: o caso do Boeing 737-200 da Varig, que se perdeu e acabou fazendo um pouso forçado em plena floresta Amazônica, em 3 de novembro de 1989). A reportagem garantiu a ele o VI Prêmio Líbero Badaró de Jornalismo.
Também em 1998 denunciou um grande esquema de venda de crianças para países europeus no Sri Lanka, na extremidade sul do subcontinente indiano, reportagem considerada pela Anistia Internacional uma das melhores já realizadas sobre o assunto em toda história. Desde 2001, como reconhecimento de sua carreira de repórter, passou a atuar também como âncora e editor-chefe de programas jornalísticos.
Foi âncora e editor-chefe do Jornal da Noite da Rede Bandeirantes, entre 2003 e 2008.
Em março de 2008 foi contratado pela Rede Record. Nesta emissora, comandou, em 2009, o programa "Repórter Record", jornalístico semanal de reportagens investigativas que se tornou, nesta época, o programa da emissora de maior audiência, com médias que chegaram a ultrapassar 20 pontos de IBOPE.
Ainda em 2009, ganhou o Prêmio Tim Lopes - com a reportagem "O chefe do tráfico", que revelou os bastidores do tráfico de drogas no Rio de Janeiro.
Em agosto de 2009 retornou ao SBT para ser editor-chefe e apresentador do Conexão Repórter, programa de grandes reportagens investigativas criado pelo próprio jornalista. Logo em seus primeiros anos de existência, o programa provocou a realização de três CPIs com suas reportagens: a do tráfico de crianças, a de pedofilia na igreja e a dos crimes de preconceito e intolerância racial. Comandando o Conexão Repórter, Cabrini conquistou o mais importante prêmio de reportagens do Brasil, o Prêmio Esso de 2010 de telejornalismo.
A reportagem Sexo, intrigas e poder investigou casos antes ocultos de pedofilia dentro da Igreja Católica em Arapiraca, no estado de Alagoas, e que levou três sacerdotes, incluindo um importante monsenhor, a julgamento, repercutiu em todo mundo e fez com que, pela primeira vez, o Vaticano reconhecesse a existência de casos de abusos sexuais dentro da Igreja Católica no Brasil.
A sentença dos padres de Arapiraca foi proferida pelo juiz João Luiz de Azevedo Lessa, titular da 1ª Vara Judiciária da Infância e Juventude, no dia 19 de dezembro. O monsenhor Luiz Marques foi condenado a 21 anos de reclusão. Já o padre Edilson Duarte e o monsenhor Raimundo Gomes foram sentenciados a dezesseis anos e quatro meses. O trabalho jornalístico de Roberto Cabrini e sua equipe foi considerado fundamental pelo ministério público para a condenação histórica dos sacerdotes católicos, fato inédito no Brasil. No dia 3 de janeiro de 2012, o Vaticano anunciou que os três padres de Arapiraca, condenados por pedofilia, haviam sido expulsos da Igreja Católica.
Em 2012, denunciou os abusos em um hospital psiquiátrico de Sorocaba, São Paulo, revelando imagens que lembraram as dos campos de concentração nazistas, na Segunda Guerra Mundial. A reportagem foi elogiada internacionalmente. Ainda em 2012, o Conexão Repórter, comandado por ele, ganhou o Troféu Imprensa de melhor programa de jornalismo da TV brasileira do ano anterior, 2011. Em votação realizada em 2013, o Conexão Repórter voltou a ser escolhido como o melhor programa jornalístico da TV brasileira de 2012, ganhando, também, o Troféu Internet de melhor programa jornalístico, em votação popular. Ao explicar seu voto para o Conexão Repórter, Keila Jimenez, jornalista da Folha de S. Paulo, disse: "Cabrini respira jornalismo." O destaque de 2014 e 2015 ficou por conta da reportagem O doce veneno dos campos do senhor, no qual Cabrini e equipe investigaram e denunciaram o uso indiscriminado de agrotóxicos, que produz, silenciosamente, milhares de vítimas no nordeste brasileiro. A reportagem ganhou dois prêmios: o Troféu MPT, do Ministério Público do Trabalho, em 2014, e o Prêmio República, da Associação Nacional dos Procuradores da República, em 2015.
Ainda em 2015 e 2019, em votação realizada por jornalistas de todo Brasil (350 mil votantes), Roberto Cabrini foi consagrado como o melhor repórter de mídia falada do país dos anos de 2015 e 2019, conquistando o Prêmio Comunique-se, conhecido como o "Oscar" do jornalismo brasileiro.
Em 2016, o Conexão Repórter de Roberto Cabrini venceu mais uma vez o Troféu imprensa de melhor programa jornalístico em decisão unânime dos jurados. Em 2017 o feito se repete e o programa de Roberto Cabrini é novamente eleito por unanimidade como o melhor jornalístico do ano.
Em 2020, após 11 anos de contrato, o SBT encerrou o vínculo com Roberto Cabrini.
Em novembro de 2020, Cabrini retornou a Record, em que assumiu o quadro A Grande Reportagem, no jornalístico Domingo Espetacular, onde registra as maiores audiências.
Em 2021, cobriu, com maestria, diversos casos de repercussão de todo o território nacional, sendo o único jornalista a entrevistar o casal Monique e Jairinho, acusados pela morte do garoto Henry Borel, além de outras coberturas, como do caso da morte do funkeiro MC Kevin e do serial killer, de Goiás, Lázaro Barbosa, em que foi o primeiro jornalista a anunciar a morte de Lázaro.
Ainda em 2021, Roberto Cabrini venceu os prêmios "APCA" e "Notícias da TV" como melhor documentário, com sua série de reportagens Missão Kabul, exibida no Domingo Espetacular. Na série, Roberto Cabrini mostrou o cenário do Afeganistão após a retomada do Talibã, depois de 20 anos, em que entrevistou, com exclusividade, Enamullah Samangani, representante oficial do governo Talibã e um de seus porta-vozes.
Em 2022, assumiu o Câmera Record, exibido aos domingos, às 23h. No mesmo ano, por 23 dias, cobriu a guerra entre Rússia e Ucrânia, diretamente do país atacado pelas forças russas, mais precisamente na capital Kiev, um dos locais mais afetados pela guerra.
Em 2023, Roberto Cabrini mergulhou em grandes coberturas nacionais e internacionais. Mostrou o drama de moradores que tiveram as vidas devastadas pelo terremoto que deixou mais de 3 mil pessoas mortas e milhares de feridos na Turquia. 
No mesmo ano, o jornalista documentou com exclusividade a atuação de "coiotes" - traficantes de pessoas que os submetem a condições insalubres e opressivas enquanto realizam o movimento ilegal nas fronteiras do México e Estados Unidos. Uma arriscada investigação em meio ao deserto. Roberto Cabrini percorreu mais de 40 quilômetros e retratou a dura caminhada que fazem os migrantes na travessia. Um trajeto que envolve perigos mortais como sequestros, estupros, fome, sede e até assassinatos.
O documentário "O Coiote" conquistou  o primeiro lugar no 40º  Prêmio Direitos Humanos de jornalismo. 
Roberto Cabrini também esteve à frente como correspondente especial nos ataques coordenados pelo grupo extremista Hamas contra Israel em outubro de 2023. Sua cobertura repercurtiu na imprensa internacional e nacional e rendeu elogios da crítica. O jornalista recebeu nota 10 do jornal O Globo após mostrar os dois lados do conflito em Israel e na Faixa de Gaza. 
Em 2024, o quadro A Grande Reportagem, exibido no Domingo Espetacular, e o Câmera Record apresentaram altos índices de audiência, chegando a ocupar o primeiro lugar em algumas regiões do país. 
Em setembro, o jornalista Roberto Cabrini levou o nome do Brasil e da Record para Veneza com o documentário: “Senna 30 Anos: O Dia que Ainda Não Terminou”
Para marcar as três décadas da morte de Ayrton Senna, Roberto Cabrini produziu um documentário especial sobre o piloto que se tornou um ídolo do automobilismo brasileiro.  A elogiada produção “Senna 30 anos: O Dia que Ainda Não Terminou” acaba de conquistar um importante prêmio internacional, o Venice TV Award. 
“Senna 30 anos: O Dia que Ainda Não Terminou” foi escolhida como a melhor produção na categoria Esporte por um seleto corpo de jurados, que se reúne todos os anos em Veneza, na Itália, especialmente para a premiação, superando quatro concorrentes do Reino Unido, Espanha e Catar. 
Um dos mais premiados respeitados jornalistas do país, Roberto Cabrini também conquistou uma indicação na categoria Cobertura Jornalística, com "Missão Israel". No começo de outubro de 2023, dias após o ataque terrorista do Hamas contra Israel, o jornalista embarcou rumo ao Oriente Médio para mais uma cobertura de guerra de sua carreira. Ali, passou cerca de 40 dias na linha de frente do conflito e mostrou, nesse documentário disponível no PlayPlus, os bastidores deste trabalho.
Em 2025, assume o comando do Domingo Espetacular ao lado de Carolina Ferraz.

## Trabalhos

### Televisão
| Ano           | Título                       | Cargo                        | Emissora          |
| ------------- | ---------------------------- | ---------------------------- | ----------------- |
| 1982–1984     | Globo Esporte                | Repórter                     | TV Globo          |
| 1984–1989     | Esporte Total                | Apresentador                 | Rede Bandeirantes |
| 1989–1992     | SBT Esporte                  | Apresentador                 | SBT               |
| 1992–1995     | Jornal Nacional              | Correspondente internacional | TV Globo          |
| 1995–1997     | SBT Repórter                 | Repórter                     | SBT               |
| 1997–2001     | Jornal Nacional              | Correspondente internacional | TV Globo          |
| 2001–2003     | Brasil Urgente               | Apresentador                 | Rede Bandeirantes |
| 2003–2008     | Jornal da Noite              | Apresentador                 | Rede Bandeirantes |
| 2008–2009     | Domingo Espetacular          | Repórter especial            | Record            |
| 2009          | Repórter Record              | Apresentador                 | Record            |
| 2009–2020     | Conexão Repórter             | Apresentador                 | SBT               |
| 2020–presente | Domingo Espetacular          | Repórter especial            | Record            |
| 2021–2022     | Repórter Record Investigação | Apresentador                 | Record            |
| 2022          | Retrospectiva                | Apresentador                 | Record            |
| 2022–2025     | Câmera Record                | Apresentador e repórter      | Record            |
| 2025–presente | Domingo Espetacular          | Apresentador                 | Record            |

### Escritor
Ainda em 2019, além de voltar a conquistar o Prêmio Comunique-se, Roberto Cabrini estreou no mercado editorial. É autor do livro No Rastro da Notícia. Publicada pela Editora Planeta, a obra apresenta os bastidores de 10 grandes coberturas vividas pelo premiado comunicador. O livro teve a sua primeira edição, com 8 mil exemplares, esgotada em menos de dois meses. Foi o que revelou o próprio jornalista em conversa com Anderson Scardoelli, editor sênior do Portal Comunique-se. "O sucesso de crítica e de vendas demonstra que havia demanda por uma obra que pudesse canalizar as imensas possibilidade de fazer a sociedade avançar por meio do ato de contar grandes histórias. Isso em um momento conturbado do país e da profissão, onde em parte nossos princípios profissionais mais importantes foram bombardeados por uma epidemia de interesses obscuros que desvirtuam os objetivos primordiais de um ofício tão essencial em uma democracia".

### Influenciador digital
O ano de 2019 foi de outras conquistas para Roberto Cabrini e o seu projeto no SBT, o 'Conexão Repórter'. A atração se consolidou na vice-liderança do Ibope na Grande São Paulo. Em julho, chegou a abrir "ampla vantagem" sobre a Record TV, conforme definiu o Portal Comunique-se em reportagem. O sucesso de público ainda se deu para além da televisão. Também teve destaque no marketing de influência. Isso porque o programa figurou na primeira colocação entre os principais influenciadores digitais do Brasil sobre jornalismo. Para a definição do ranking foi usada a inteligência artificial do Influency.me, solução de marketing de influência mantida pelo Grupo Comunique-se, explicou Stéphanie Freitas em texto sobre o ranking.

## Prêmios
- 1993 - Melhor repórter da TV brasileira - Troféu Imprensa de 1993 (Prêmio recebido em 94- ano em que cobriu a morte de Ayrton Senna e descobriu o paradeiro do fugitivo Paulo César Farias)
- 1995 - Melhor programa jornalístico (entrevista com Fernando Collor de Mello e documentário no Iraque) - Prêmio APCA de 1995
- 1995 - Entrevista com Fernando Collor de Mello - apontada pela Revista Veja como a melhor matéria do ano de 1995
- 1995 - Foi considerado pelo Jornal do Brasil o melhor repórter da televisão Brasileira em 1995
- 1996 - Documentário Em Nome de Alá, realizado no Afeganistão - ganhador do Vladmir Herzog, em 1996, na categoria TV (quando atuava pelo SBT - SP)[28]
- 1997 - Documentário Em Nome de Alá - vencedor do 14º Prêmio de Direitos Humanos de 1997, da Associação dos Repórteres Fotográficos e Cinematográficos (Arfoc/RS e Brasil)
- 1998 - Reportagem A verdadeira história do Vôo 254 - vencedora do VI Prêmio Líbero Badaró de Jornalismo de 1998
- 1998 - Documentário Investigando a fraudadora do INSS - vencedor do 1º Prêmio Previdência Social de Jornalismo de 1998
- 2009 - Prêmio Tim Lopes- O chefe do tráfico
- 2010 - Prêmio Esso de telejornalismo Sexo, Intrigas e Poder (Investigando a Pedofilia na Igreja)
- 2011 - Troféu Imprensa - Conexão Repórter - melhor programa jornalístico
- 2012 - Troféu Imprensa - Conexão Repórter - melhor programa jornalístico
- 2012 - Troféu Internet - Conexão Repórter - melhor programa jornalístico
- 2014 - Troféu MPT (Ministério Público do Trabalho) com a reportagem O doce veneno dos campos do senhor
- 2015 - Prêmio República (Associação Nacional dos Procuradores da República - 2015 com a reportagem O doce veneno dos campos do senhor
- 2015 - Prêmio Comunique-se - melhor repórter de mídia falada de 2015
- 2016 - Troféu Imprensa - Conexão Repórter - melhor programa jornalístico
- 2017 - Troféu Imprensa - Conexão Repórter - melhor programa jornalístico
- 2018 - Troféu Imprensa - Conexão Repórter - melhor programa jornalístico
- 2019 - Troféu Imprensa - Conexão Repórter - melhor programa jornalístico
- 2019 - Prêmio Comunique-se - Melhor Repórter de Mídia Falada de 2019
- 2021 - Prêmio Notícias da TV - Melhor Documentário (Missão Kabul)
- 2021 - APCA - Melhor Especial/Documentário para TV (Missão Kabul)
- 2021 e 2022 - Eleito duas vezes consecutivas como o Melhor Jornalista no Prêmio Área Vip.
- 2022 - Melhor Repórter no "Melhores do Ano Na Teleinha".
- 2023 - 40º  Prêmio Direitos Humanos de Jornalismo com "O Coite".
- 2024 - Venice TV Awards - "Senna 30 anos: O Dia que Ainda Não Terminou".

## Vida pessoal
É casado com Renata Estela Rambaldo Cabrini, com quem tem dois filhos: a também jornalista Gabriela Cabrini e Roberto Cabrini Filho.